# Quai François-Mauriac
Le quai François-Mauriac est une voie située dans le quartier de la Gare du 13e arrondissement de Paris (France).

## Situation et accès
Le quai François-Mauriac est desservi à proximité par la ligne 6 à la station Quai de la Gare.

## Origine du nom

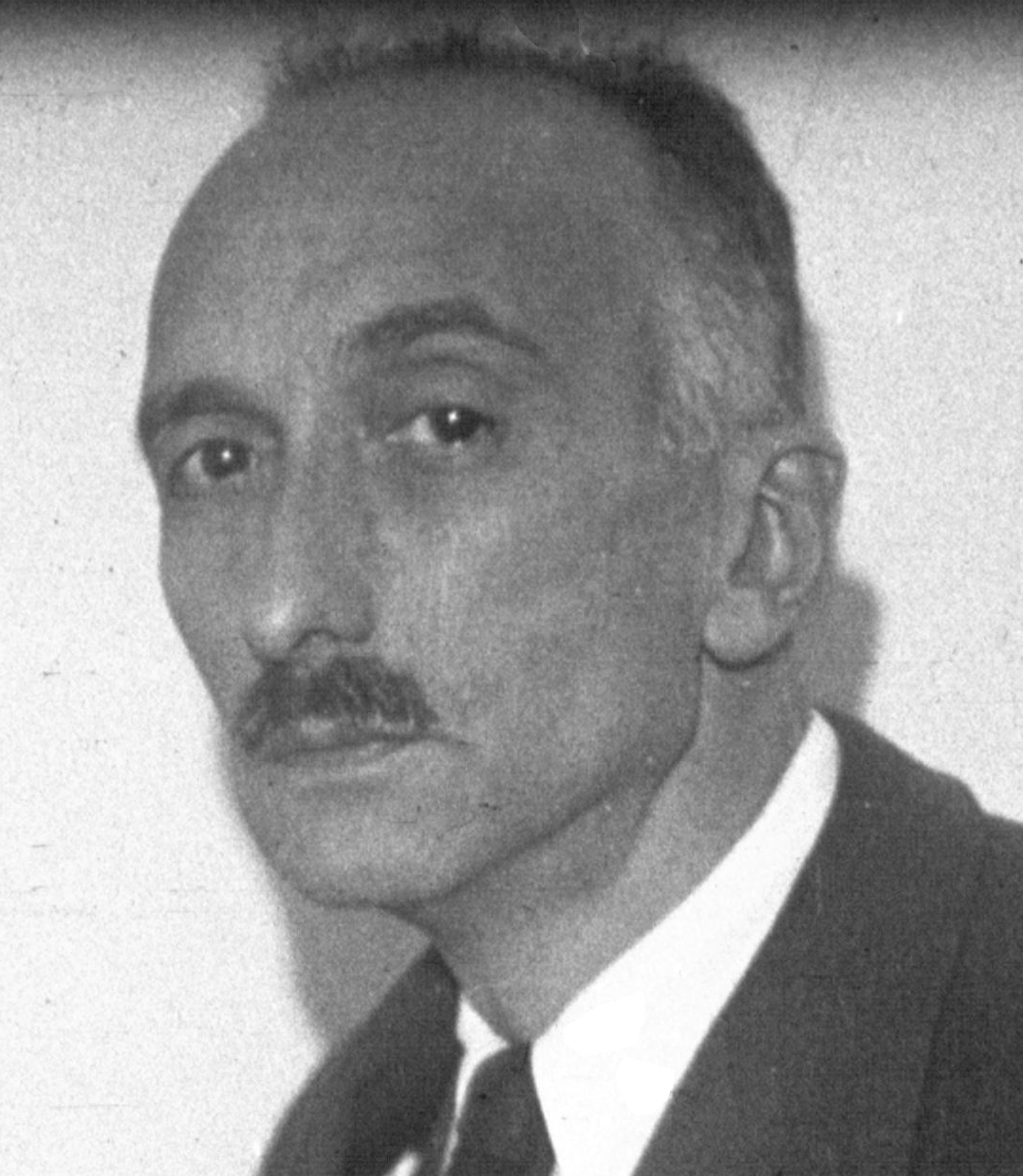
François Mauriac, en 1933.

Ce quai porte le nom de l'écrivain et journaliste, François Mauriac (1885-1970), prix Nobel de littérature en 1952.

## Historique
Ce quai est une ancienne partie du quai de la Gare qui surplombe la Seine.
Dans le cadre du réaménagement de la ZAC Paris Rive Gauche au début des années 1990, il est restructuré pour faire place à la construction de la bibliothèque François-Mitterrand. Il prend son nom actuel le 18 août 1994.

## Bâtiments remarquables et lieux de mémoire
- Le site Tolbiac de la bibliothèque nationale de France construite sur l'emplacement de la gare d'eau d'Ivry
- La piscine Joséphine-Baker.
- Le pont de Tolbiac et la passerelle Simone-de-Beauvoir.
- En 2000, une fontaine Millénaire est installée au no 63, au coin Nord-Est de la bibliothèque François-Mitterrand.